# فهرست کشورها بر پایه صادرات کامیون
در زیر فهرستی از کشورها بر پایه صادرات کامیون آمده‌است. این داده‌ها در سال ۲۰۱۲ بر مبنای میلیون دلار آمریکا مرتب شده‌است که از سوی رصدخانه پیچیدگی اقتصادی منتشر شده‌است.
در زیر ۲۱ کشور برتر فهرست شده‌اند.
| ردیف | کشور                | مقدار  |
| ---- | ------------------- | ------ |
| ۱    | ایالات متحده آمریکا | ۱۸٬۸۷۲ |
| ۲    | مکزیک               | ۱۷٬۳۲۴ |
| ۳    | ژاپن                | ۱۲٬۲۴۳ |
| ۴    | آلمان               | ۱۱٬۹۶۱ |
| ۵    | تایلند              | ۷٬۵۳۹  |
| ۶    | اسپانیا             | ۵٬۱۶۷  |
| ۷    | چین                 | ۴٬۷۸۲  |
| ۸    | فرانسه              | ۴٬۷۰۰  |
| ۹    | ایتالیا             | ۴٬۵۶۳  |
| ۱۰   | آرژانتین            | ۳٬۹۴۹  |
| ۱۱   | ترکیه               | ۳٬۶۹۲  |
| ۱۲   | بریتانیا            | ۳٬۲۵۵  |
| ۱۳   | سوئد                | ۳٬۱۶۰  |
| ۱۴   | آفریقای جنوبی       | ۲٬۹۴۹  |
| ۱۵   | هلند                | ۲٬۷۲۳  |
| ۱۶   | کرهٔ جنوبی           | ۲٬۲۹۸  |
| ۱۷   | بلژیک               | ۲٬۱۶۵  |
| ۱۸   | لوکزامبورگ          | ۲٬۱۶۵  |
| ۱۹   | برزیل               | ۲٬۰۹۰  |
| ۲۰   | هند                 | ۱٬۷۸۹  |
| ۲۱   | بلاروس              | ۱٬۶۲۲  |